# Planta de Tratamiento de Aguas Residuales de Managua
La Planta de Tratamiento de Aguas Residuales de Managua provee transporte de aguas residuales sanitarias y tratamiento para el área metropolitana de Managua, Nicaragua. La planta tiene capacidad de procesar hasta 180 000 m³ de aguas residuales por día y se encuentra ubicada a orillas del Lago Xolotlán y fue inaugurada el 20 de febrero de 2009. La planta opera un nuevo sistema de tuberías de 32 kilómetros (19,9 mi) que conecta con la red de saneamiento de la ciudad. La planta es la única en Centroamérica.

## Historia
Los planes para construir una planta de aguas residuales para la ciudad de Managua iniciaron desde 1996, durante el gobierno de Violeta Chamorro, y en conjunto con el entonces presidente de Alemania, Roman Herzog que aprobó un monto total de US$36 millones, destinado para la obra.
La obra tuvo un costo total de US$50 millones, sin embargo, los directivos de la Empresa Nicaragüense de Acueductos y Alcantarillados (por sus siglas Enacal) informaron que la inversión fue de US$86 millones. Ya que aparte de los 86 millones de dólares, se sumó el financiamiento del Banco Interamericano de Desarrollo (BID), del Banco Alemán de Desarrollo (KfW Entwicklungsbank), fondos nórdicos y el aporte del gobierno.
Además de los 36 millones de la cooperación alemana, Enacal recibió un préstamo de US$30 millones del BID, otro préstamo de $US12 millones del Fondo Nórdico de Desarrollo, y la empresa estatal dispuso un aporte de 8 millones de dólares.
La construcción de la planta la realizó la firma inglesa Biwater International, cuyos técnicos, según el proyecto, se encargarán de operar y administrar la planta por los próximos cinco años, brindando capacitación a los funcionarios de Enacal, quienes la recibirán en nombre del Estado hasta en el año 2014.
El 20 de febrero de 2009, el presidente de Nicaragua Daniel Ortega, junto con la Coordinadora del Consejo de Comunicación y Ciudadanía para el Desarrollo y el Bienestar Social, Rosario Murillo, inauguraron la Planta de Tratamiento de Aguas Servidas “Augusto C. Sandino”, luego de que su construcción había sido retrasada por dos años.

## Uso

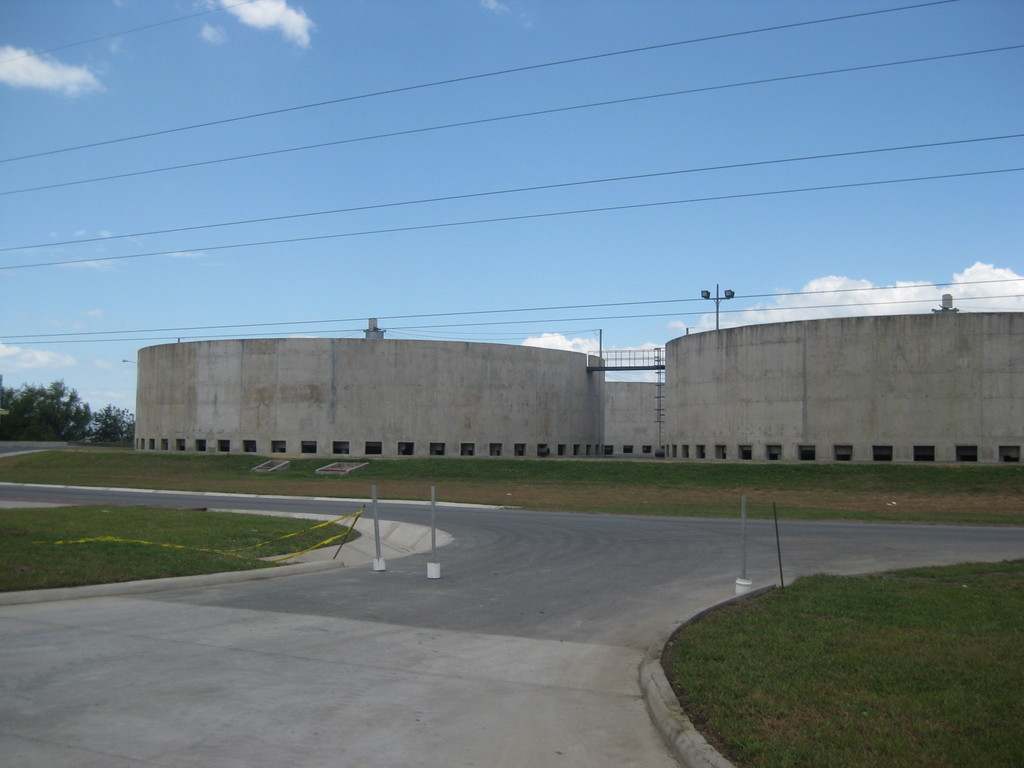
La Planta de Tratamientos de Aguas Residuales.

La construcción de la planta de aguas residuales forma parte del Programa de Manejo de la Cuenca del Lago de Managua, que comprende la rehabilitación y ampliación del sistema de saneamiento de Managua, en la cual saneará las aguas servidas de más de 60 empresas industriales y las riberas del manto acuífero de 1000 km², el cual recibe aguas negras desde 1927. Asimismo, se podrá verter al lago Xolotlán aguas tratadas, sin contaminantes, con lo que se limpiarán las costas del lago y se disminuirán los pantanos de aguas negras en sus riberas.
El tratamiento de las aguas inicia con un proceso en la cual eliminan todos los objetos sólidos que llegan con las aguas negras, en la cual se incluye la separación de arenas y grasas. Un sedimentador primario que utiliza un sistema llamado “lamelas”, en los grandes tanques de concreto de seis o siete metros de altura, funciona como filtro aireado biológico al hacer circular el agua por grandes placas de plástico. El agua que parcialmente está filtrada después llega al sedimentador secundario, otros tanques con lamelas donde se le aplica el mismo proceso pero más refinado. Finalmente, el líquido se envía a una estación de bombeo, donde se impulsa el agua al lago. La planta de Tratamiento de Aguas Residuales no funcionará por medio de tratamientos químicos o bacteriológicos, por lo que será un filtrado total. La planta también cuenta con un sistema de lodo que producen tierra fértil para ser usados, en la agricultura.
Tras comenzar el tratamiento de las aguas servidas el Lago, de 1000 km², servirá para fines turísticos sin contacto.